# Martín Luis Guzmán
Martín Luis Guzmán (Chihuahua, 6 ottobre 1887 – Città del Messico, 22 dicembre 1976) è stato uno scrittore, giornalista, diplomatico politico e militare messicano, esponente della corrente letteraria del romanzo rivoluzionario.
Nel 1910 si arruolò nelle file di Pancho Villa per prendere parte alla rivoluzione messicana. Per diversi mesi nel 1914 fu sotto il suo comando diretto. Quell'anno fu preso prigioniero e si trasferì in Spagna.
Emigrato negli Stati Uniti d'America, ritornò in Messico nel 1936. Tra le sue opere si ricordano i romanzi ispirati alla rivoluzione L'aquila e il serpente (1928), L'ombra del caudillo (1929) e Memorie di Pancho Villa (1951).